# Caged (film, 2011)
Pour les articles homonymes, voir Caged.
Pour plus de détails, voir Fiche technique et Distribution.
Caged est un film néerlandais écrit et réalisé par Stephan Brenninkmeijer (nl), sorti directement en vidéo en 2011.

## Synopsis
Après avoir retenu pendant des années ses désirs profonds, Stella décide de commencer une double vie secrète.
Elle se transforme en une licorne, surnom donné aux femmes qui mènent une vie hédoniste et qui visitent les sex-clubs et les parties érotiques.
Son mari découvre sa vie secrète, mais se dit qu'elle a besoin de liberté, et espère que ce n'est qu'une phase.

## Fiche technique
- Titre original : Caged
- Titre français : Captifs
- Réalisation : Stephan Brenninkmeijer (nl)
- Scénario : Stephan Brenninkmeijer et Marian Schutte
- Musique :
- Production :
- Société de production : BrennFilm (nl)
- Sociétés de distribution :
- Pays d’origine :  Pays-Bas
- Langue : Néerlandais
- Format : couleur
- Genre : Thriller
- Durée : 105 minutes
- Dates de sortie :
  -  Pays-Bas : 1er septembre 2011

## Distribution
- Chantal Demming : Stella
- Babette Holtmann : Christine
- Victor Reinier : le thérapeute
- Joep Sertons : Raymond
- Georges Devdariani : Yaroslav
- Brechje Lyklema : Gaya
- Corine van der Helm : Judy
- Frank Derijcke : Luca
- Ferry Asselbergs : Damian
- Charmène Sloof : Laura
- Lotte Taminiau : Quinty